# VIA OpenBook

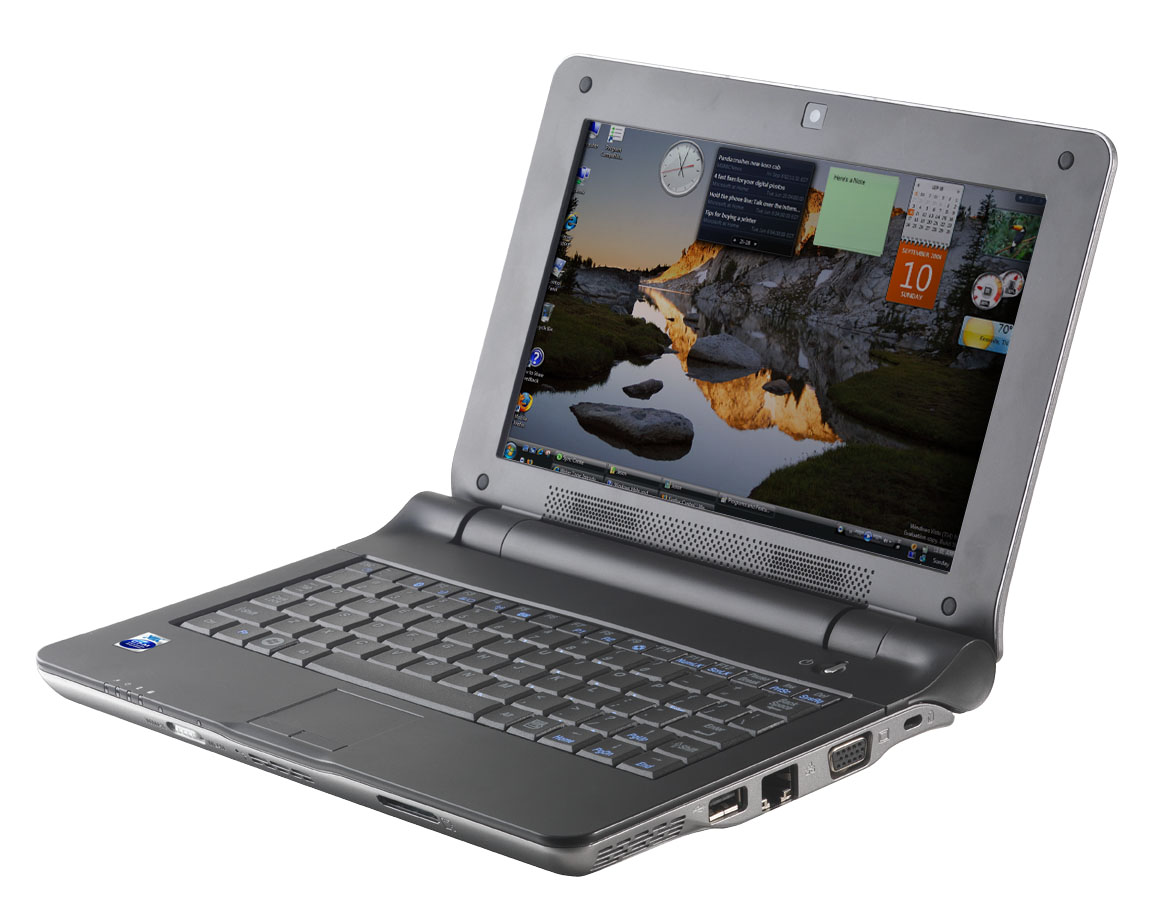
VIA OpenBook

 VIA OpenBook là laptop mở và miễn phí dựa trên mẫu thiết kế từ VIA Technologies. Nó được giới thiệu trong  năm 2008.

## Thiết kế mẫu mini-note của VIA OpenBook

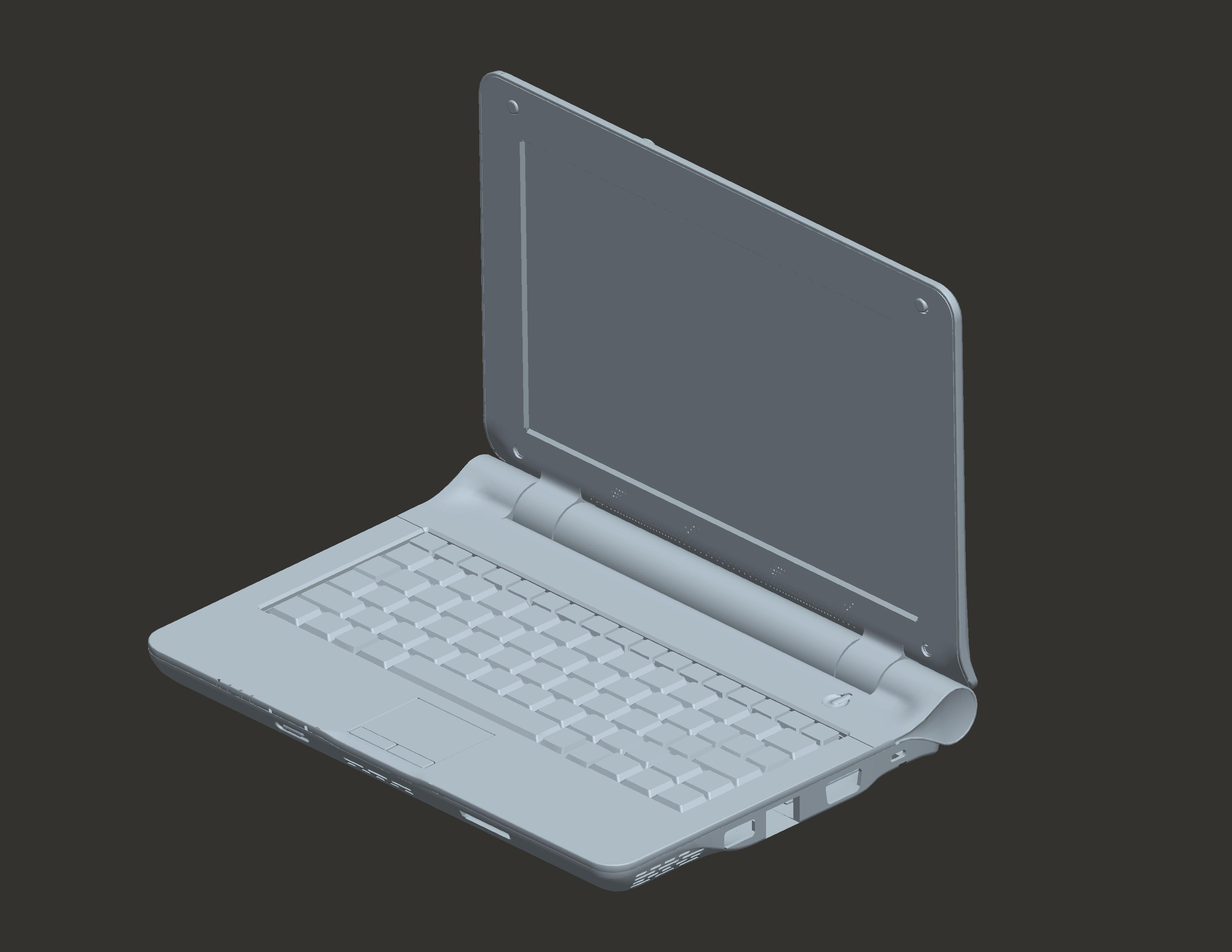
The CAD files are available for download at the VIA OpenBook homepage

Thiết kế mẫu mini-note của VIA OpenBook được ra mắt đầu tiên bởi VIA OpenBook, và nó dựa trên Bộ xử lý C7-M ULV và tích hợp chipset VIA VX800 IGPt. Các tệp CAD để thiết kế mang giấy phép Creative Commons Attribution Share Alike 3.0 Unported License.